# Søofficer
Søofficer er en højere befalingsmand, på dansk hovedsagelig indehaveren af en militær grad fra løjtnant til admiral.
Søofficerer i det danske Søværn inddeles i tre kategorier:
- Taktisk Officer
- Våben- og Elektronikteknisk Officer
- Maskinteknisk Officer

## Taktisk Officer
Som nyuddannet Taktisk Officer i Søværnet vil ens førstegangstjeneste være som vagtchef på et af Søværnets skibe, hvor man som skibschefens stedfortræder har ansvaret for at skibet føres på sikker og forsvarlig vis. Som vagtchef er man ansvarlig for skibets sikre sejlads, samt operationer med f.eks. helikopter og gummibåd. Man får ansvaret for den taktiske sejlads under de operationer som skibet deltager i.
Når man har sejlet som vagtchef kan man senere avancere og varetage rollen som taktisk officer i operationsrummet eller blive divisionsofficer på de store enheder eller næstkommanderende og chef på Søværnets mindre enheder.

## Våben- og Elektronik Officer
Som Våben- og Elektronikofficer i Søværnet vil man fra start af fungere som leder af en sektion fagspecialister enten som våbenteknisk eller elektroteknisk officer. Her er man er ansvarlig for våben-, sensor-, kommando- og kontrolsystemer ombord på en af Søværnets store skibe. Man har derudover også ansvaret for at samle det fulde billede af skibets tilstand under øvelser og kampsituationer, hvor disse systemer er essentielle for at skibet kan udføre sin opgave.
Når man har sejlet som våbenteknisk eller elektroteknisk officer kan man derefter avancere og blive divisionsofficer på de store enheder, som våben- og elektronikteknisk officer.

## Maskinteknisk Officer
Som Maskinteknisk Officer i Søværnet vil man fra start af fungere som enten drifts- eller elektroofficer og dermed leder af en sektion fagspecialister ombord på et af Søværnets skibe. Overordnet set har man ansvaret for at maskinrummet og dermed skibet er sejldygtigt. Man arbejder med maskin- og eltekniske systemer som enten driftsofficer eller elektroofficer. Dette kan bl.a. være fremdrivning, affaldssystemer, køleanlæg og hovedmaskinerne ombord på skibet.
Når man har sejlet som drifts- eller elektroofficer kan man derefeter avancere og blive divisionsofficer på de store skibe som f.eks. Teknik Officer.
Også: en befalingsmand i handelsskibe.